# Hide (unidad)
El hide (en anglosajón: hîde, hid) era una unidad de medida de superficie inglesa que representaba originalmente la cantidad de tierra suficiente para mantener un hogar. Tradicionalmente era equivalente a 120 acres (49 ha, según otras fuentes, ca. 40 ha) , pero en realidad era una medida del valor y capacidad de impuestos, que incluía las obligaciones de food rent (impuesto en especie), mantenimiento y reparación de puentes y fortificaciones, soldadesca para el ejército (fyrd) y el geld o impuesto sobre la tierra. El método de cálculo del hide es actualmente desconocido: diferentes propiedades con la misma cantidad de hides podían variar de manera importante en extensión incluso en el mismo condado. Tras la conquista normanda de Inglaterra, las valoraciones en hides fueron registradas en el Domesday Book de 1086, y en él se observa una tendencia a valorar con un hide a los terrenos que producían una libra de ingresos por año. Los reyes normandos continuaron usando la unidad para sus registros fiscales hasta finales del siglo XII
El hide estaba dividido en cuatro virgate. Por ello era nominalmente equivalente a un carucate, una unidad usada en el Danelaw.

## Significado original
La palabra anglosajona para un hide era hid (o su sinónimo hiwisc). Se cree que ambas palabras derivan de la raíz hiwan, "familia".
Beda, en su Historia eclesiástica del pueblo inglés (ca. 731) describe la extensión de un territorio por el número de familias que mantiene: por ejemplo terra x familiarum ("tierra de diez familias", en latín). En la versión anglosajona de la misma obra, las palabras hid o hiwan se usan en el lugar de terra ... familiarum. Otros documentos del período muestran la misma equivalencia, lo que indica que la palabra originalmente designaba la tierra suficiente para mantener a un campesino y su hogar, o a una familia, que habría tenido un sentido extenso. No está claro si sería la familia inmediata o a un grupo más extenso.
Charles-Edwards sugiere que en su uso inicial se refería a la tierra de una familia, trabajada por un arado y que la propiedad de un hide confería el estatus de hombre libre, a quien Stenton se refiere como "el amo independiente de un hogar campesino".

## Uso en el Sacro Imperio
Los hides de terreno formaron la base para las levas usadas para equipar a los guerreros libres (miles) del Sacro Imperio Romano. En 807 se menciona que en la región occidental del Sena, por ejemplo, un vasallo que tuviera cuatro o cinco hides era responsable de presentarse a un recuento personalmente, completamente equipado para la guerra. Tres hombres que poseyeran cada uno un hide, sin embargo, eran agrupados de tal manera que dos de ellos eran responsables de equipar al tercero, que iría a la guerra en su nombre. Aquellos que poseyeran medio hide serían responsables de equipar a un hombre por cada grupo de seis. Surgió como una manera de asegurar que el señor feudal acudía al campo de batalla con una fuerza completamente equipada y aprovisionada.

## Uso en la Inglaterra anglosajona
En la Inglaterra anglosajona temprana, el hide fue usado como la base para establecer la cantidad de food rent (impuesto en especie o feorm) debido por un pueblo o finca, y se convertiría en la medida con la que fueron establecidas todas las obligaciones públicas, en particular el mantenimiento y reparación de puentes y fortificaciones y la provisión de tropas para la guarnición de las defensas de una ciudad o para la fuerza de defensa conocida como fyrd. Por ejemplo, se contaba con que cinco hides proveyeran un soldado totalmente armado para el servicio del rey, y un hombre de cada hide era elegible para el deber de guarnición de los burhs así como para su construcción inicial y mantenimiento.
El impuesto sobre la tierra conocido como geld sería recaudado por primera vez en 990, siendo conocido como el Danegeld, pues era usado para comprar a los daneses que saqueaban e invadían el país. Fue recaudado en varias ocasiones para el mismo propósito. El sistema ya establecido de valoración de la tierra en hides fue utilizado para recaudar el geld, estableciendo una determinada tasa por hide (por ejemplo, dos chelines por hide). Como consecuencia se usó el mismo sistema para la recaudación general de impuestos y el geld fue reunido cuando fue requerido.
El hide fue una medida de valor más que una medida de área, pero la lógica de su establecimiento no es fácil de entender, especialmente cuando los valores cambiaban de tanto en tanto y no siempre de una manera consistente. A finales del periodo anglosajón era la medida del "valor tasable de un área de terreno" pero no tenía relación fija con su área, el número de arados que lo trabajaban o su población, ni estaba limitado a la tierra arable de una finca. De acuerdo a Bailey, "es una creencia común que el hide en 1086 tenía una extensión muy variable sobre el terreno, el viejo concepto de los 120 acres no se sostiene". Muchos detalles del desarrollo del sistema durante los 350 años que discurrieron entre Beda y el Domesday Book permanecen en la oscuridad. De acuerdo a Frank Stenton, "a pesar del trabajo de muchos grandes investigadores el hide de los textos ingleses tempranos sigue teniendo un elusivo significado." El hecho de que las valoraciones tendieran de manera consistente a ser realizados en grupos de cinco hides o múltiples de cinco, muestra que no estamos hablando de cantidades de acres ni siquiera aproximadamente fijas y este hecho se aplica no solo al siglo XI sino a los registros de los siglos VII y VIII.
No obstante, el hide se convirtió en la base de un sistema artificial de valoración de la tierra para el propósito de fiscalizarla que permanecería por un largo tiempo. El aspecto más consistente del hide es descito por Sally Harvey, refiriéndose en particular al Domesday Book de la siguiente manera; "Tanto Maitland como Vinogradoff hace tiempo que percibieron que había una tendencia general a lo largo del Domesday a valorar con una libra un hide, o dicho de otra forma, a tierra que produjera una libra se establecía un hide."
Han sobrevivido varios documentos tempranos que mencionan los hides, pero únicamente pueden ser considerados como etapas en el desarrollo del hide y no permiten contemplar el desarrollo completo. El documento conocido como Tribal Hidage, es una lista posiblemente del siglo VII, pero conocida solo a través de un manuscrito posterior poco confiable. Es una lista de tribus y pequeños reinos que ofrecen tributo a un señor y de la cuota proporcional impuesta a cada uno de ellos. Está expresada en hides, aunque no hay detalles sobre cómo se llegó a estos o como eran convertidos a una equivalencia en moneda.
El Burghal Hidage (principios del siglo X) es una lista de boroughs que dan las valoraciones en hides de los distritos vecinos que eran susceptibles de contribuir a la defensa del borough, cada uno contribuyendo al mantenimiento y guarnición de las fortificaciones en proporción al número de hides por el que respondían.
El County Hidage (principios del siglo XI) lista el número total de hides valorables en cada condado y parece que para esa época al menos el número total de hides en una determinada área era impuesto por las autoridades. A cada condado le era asignado un número redondo de hides por el que debía responder. Por ejemplo, a Northamptonshire se le asignaron 3.200 hides, mientras que a Staffordshire se le asignaron solo quinientas. Este número era entonces dividido entre los hundreds del condado. Teóricamente había cien hides en cada hundred, pero esta proporción no era siempre mantenida, por ejemplo por cambios en los mismos o en las fincas que los formaban o porque las valoraciones eran alteradas cuando se percibía una equivalencia real en moneda demasiado alta o baja, o por otras razones.
Los hides de cada hundred eran entonces divididos entre los pueblos, fincas o casas solariegas, usualmente en bloques o múltiples de cinco hides, aunque no siempre se cumplía. Las desviaciones a la norma podían resultar de fincas trasladadas de un hundred a otro, o por ajustes en el tamaño de una finca o alteraciones en el número de hides por el que una finca debería responder.
Como cada comunidad local tenía la tarea de decidir como su cuota de hides sería dividida entre las tierras de la comunidad, las diferentes comunidades usaron diferentes criterios, dependiendo del tipo de posesión y de la manera en la que la riqueza del individuo era percibida en cada comunidad. Por lo tanto no es posible establecer una definición comprehensiva.

## Tras la conquista normanda
Tras la Conquista normanda de Inglaterra, los reyes continuaron usando el sistema que encontraron funcionando. El geld era recaudado a intervalos según las valoraciones existentes. En 1084, Guillermo I de Inglaterra recaudó un excepcionalmente alto geld de seis chelines por cada hide. En esa época el valor del hide era de aproximadamente veinte chelines por año, y el precio de un buey, dos chelines. Así quien poseyera un hide tuvo una carga fiscal equivalente a tres de sus bueyes y cerca de un tercio del valor anual de su tierra. Una tasa más normal era de dos chelines por hide.
El Domesday Book, al registrar los resultados del censo hecho por orden de Guillermo en 1086, cita en hides (o carucates o sulungs cuando es el caso) los valores establecidos para los terrenos a lo largo del área cubierta por el censo. Usualmente da esta información para 1086 y 1066, pero algunos condados solamente muestran información para una de las fechas. En la época las tasaciones mostraban muchas anomalías. Muchas de las tasaciones en hides realizadas en tierras poseídas por tenentes fueron reducidas entre los dos años para justificar una exención o una reducción en el tributo, lo que de nuevo muestra al hide como una unidad de tasación de tierra y no como una unidad de medida de superficie.
En ocasiones, la tasación en hides se da tanto para la totalidad de la casa solariega como para el dominio que la incluye. Sally Harvey ha sugerido que los datos de tierra arable del Domesday Book tenía el propósito de ser usado para una completa revaloración, pero en ese caso, nunca se llevó a cabo. Los Pipe Rolls, donde están disponibles, muestran que las levas se basaban principalmente en las antiguas tasaciones, aunque con algunas enmiendas y exenciones.
La última leva registrada fue en 1162-1163 durante el reinado del rey Enrique II, pero la tasa no fue formalmente abolida y el monarca consideró usarla de nuevo entre 1173 y 1175. Las viejas valoraciones fueron usadas para un impuesto sobre la tierra en 1193-1194 para recaudar el rescate del rey Ricardo I.

## Relación con otros términos
Un hide se componía normalmente de cuatro virgates aunque excepcionalmente Sussex tenía ocho por hide. Una medida similar, conocida como carucate fue usada en el Danelaw septentrional, y consistía de ocho bovates, y Kent usaba un sistema basado en el sulung, compuesto por cuatro yokes, que era más grande que el hide y que en ocasiones era considerado equivalente a dos hides. Estas medidas tenían diferente origen, pues se basaban en la cantidad de tierra que podía ser cultivada con un arado en oposición al dominio familiar, pero todas acabarían convirtiéndose en instrumentos fiscales artificiales para los censos.
En algunos condados en el Domesday Book (por ejemplo, Cambridgeshire), el hide es en ocasiones medido en 120 acres (30 acres por virgate), pero como explica Darby: "los acres no son unidades de área sino de geld, unidades de tasación". En otras palabras, era una manera de dividir la tasación del tributo del hide entre los diversos propietarios del terreno tasado. El propietario de la tierra tasada por 40 acres de noción (o fiscales) en un pueblo valorado en diez hides y que pagara dos chelines por hide sería responsable por un tercio (40⁄120) de dos chelines, es decir, ocho peniques, aunque su terreno podría considerarse de más o menos 40 acres modernos de extensión